# Альма

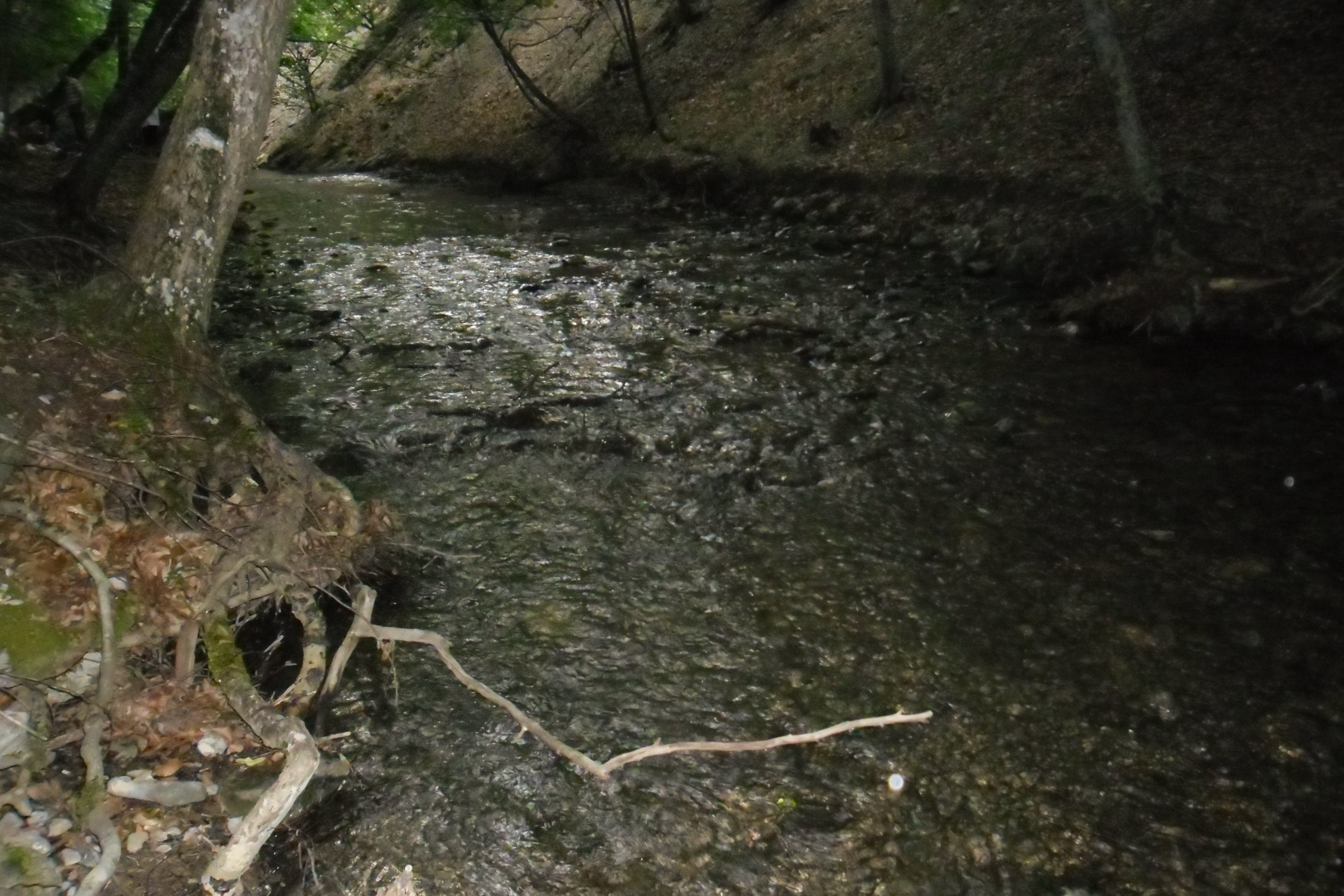
Кебіт-Су — верхня течія Альми

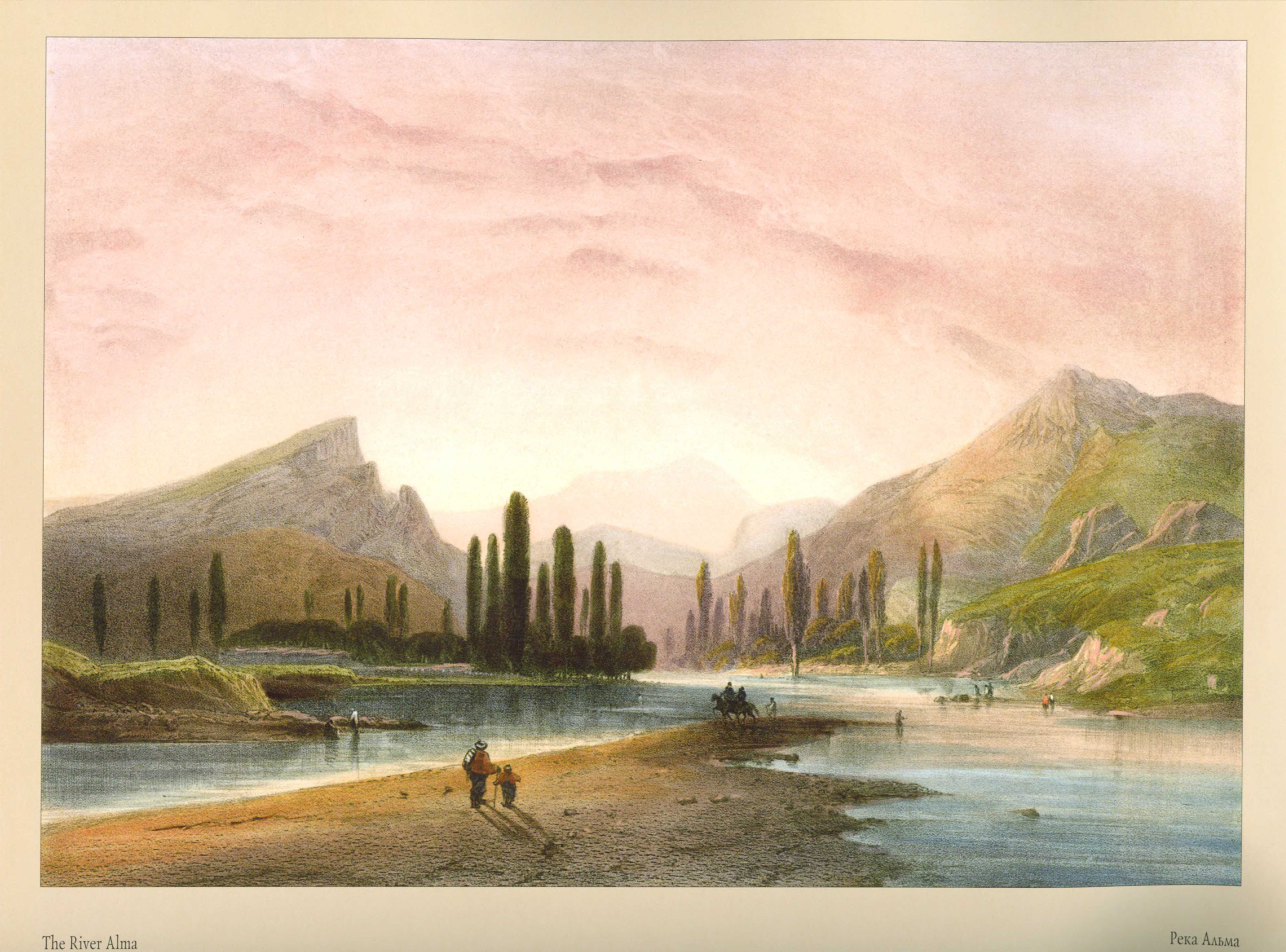
Карло Боссолі, «Річка Альма», 1856 рік

Алма́ (крим. Alma), Альма́ — річка в Криму. Довжина 84 км, площа басейну 635 км². Бере початок на північних схилах Бабуган-Яйли. У верхній течії — гірська, в нижній — степова. Впадає в Чорне море. Середньорічна витрата 1,3 м³/с; середій похил 7,3 м/км, у верхів'ї — 23 м/км.

## Походження назви
Назва походить від кримськотатарського алма (яблуко). Імовірно, це пов'язано з тим, що у долині річки здавна росте багато яблунь.[неякісне джерело]

## Використання
У руслі Альми споруджено ряд водосховищ: Альминське, Базар-Джалгинське та інші. Використовується для зрошення. У долині річки плодові сади.

## Історичні події
Біля Альми 20 вересня 1854 року відбулася Альминська битва — перша кривава сутичка між російська військами і десантом союзних англо-франко-османських військ, який висадився біля Євпаторії (див. Кримська війна). Російська армія, втративши 5500 осіб, стихійно розбіглася, залишивши тисячі поранених самотужки виходити з поля бою. Союзники втратили 4300 осіб.
На честь перемоги союзників над росіянами в цій битві названа мала планета № 390 Альма та численні географічні об'єкти у Франції, Англії, Канаді, Австралії.
Притоки: Чорна, Аракча, Піскур, Великий Ускулар, Суха Альма, Бодрак, Ескі-Кишав (ліві); Коса, Мавля, Урта, Саблинька (праві).

## У літературі
Видатний український письменник М. М. Коцюбинський змальовує Альму в своїх творах: «У синіх туманах гомонить Альма, і сосни купають в ній свої кошлаті гілки. Сплять ще велетні-гори під чорними буками, а по сірих зубцях Бабугана, як густий дим, повзуть хмари».